# Mizuno Nobumoto
Pour les articles homonymes, voir Mizuno (homonymie).
Mizuno Nobumoto est un nom japonais traditionnel ; le nom de famille (ou le nom d'école), Mizuno, précède donc le prénom (ou le nom d'artiste).
Mizuno Nobumoto (水野 信元, mort le 27 janvier 1576), est un daimyo de la période Sengoku de l'histoire du Japon. Fils de Mizuno Tadamasa et frère de Mizuno Tadashige, il est seigneur du château de Kariya.
Nobumoto se range du côté d'Oda Nobuhide en 1542, ayant annulé son allégeance à la famille Imagawa, mais change une fois encore de camp pour servir la famille Matsudaira. Il est assigné au château de Kariya pour en assurer la défense. Oda Nobunaga blâme Nobumoto d'avoir vendu du riz à Akiyama Nobutomo (un officier Takeda rival), en 1576. Aussi Tokugawa Ieyasu envoie-t-il Hiraiwa Chikayoshi le tuer. Mizuno Tadashige, le frère de Nobumoto, prend alors la place de Nobutomo.
Nobumoto est inhumé dans le temple familial, Ryogon-ji, monastère bouddhiste zen établi en 1413 à Kariya, Japan.

## Source de la traduction
- (en) Cet article est partiellement ou en totalité issu de l’article de Wikipédia en anglais intitulé « Mizuno Nobumoto » (voir la liste des auteurs).